# سبزقباهای دهان‌پهن
دهان‌پهن‌ها (نام علمی: Eurystomus) نام یک سرده از تیره سبزقبا است.

## گونه ها
- سبزقبای دارچینی Eurystomus glaucurus
- سبزقبای گلوآبی Eurystomus gularis
- سبزقبای لاجوردی Eurystomus azureus
- کبوتر دلاری Eurystomus orientalis